# LR-583
La carretera LR-583 es una carretera de la Red Local de La Rioja, perteneciente a la Red de Carreteras de La Rioja, que sirve de acceso sur a Arnedo desde la  LR-123 . Tiene una longitud de 1,5 km.

## Enlaces
| Tipo de enlace | Destino                                                     | Carretera que enlaza |
| -------------- | ----------------------------------------------------------- | -------------------- |
|                | Arnedo (centro) - Arnedillo - Soria - Calahorra - Logroño   | LR-115               |
|                | Préjano - Monasterio Ntra. Sra. de Vico                     | LR-382               |
|                | Quel - Calahorra - Logroño - AP-68 - Cervera del Río Alhama | LR-123               |

- Datos: Q110270932